# Ferrocarril de Bristol y Gloucester
El Ferrocarril de Brístol y Gloucester (nombre original en inglés: Bristol and Gloucester Railway, abreviado como BGR) fue una compañía ferroviaria inaugurada en 1844 para operar servicios entre Bristol y Gloucester. Fue construido con las vías de gran ancho ideado por de Brunel (de 2140 mm (7'0,30")), pero fue adquirido en 1845 por el Ferrocarril de Midland (una compañía con vías de ancho estándar 1435 mm (4' 81/2")), que también adquirió el Ferrocarril de Birmingham y Gloucester al mismo tiempo.
Las dificultades legales y prácticas significaron que pasó algún tiempo antes de que los trenes de ancho estándar pudieran circular por la línea, lo que solo fue posible en 1854, con la conversión de la mayor parte de las vías al ancho mixto y la apertura del enlace de Tuffley.
Incluso entonces, la estación de Gloucester contaba con una ubicación inadecuada, hasta que en 1896 se abrió una estación intermedia, que más tarde se conoció como la Estación de Gloucester Eastgate.
Las estaciones de Tuffley Loop y de Eastgate se cerraron en 1975. Parte de la línea original cerca de Bristol se cerró en 1970 y los trenes se desviaron sobre la antigua ruta del Great Western Railway a través de Filton. Sin embargo, el resto de la ruta está actualmente en servicio como parte de la concurrida línea principal de Bristol a Birmingham.

## Primeros ferrocarriles

### Ferrocarril de Gloucester y Cheltenham

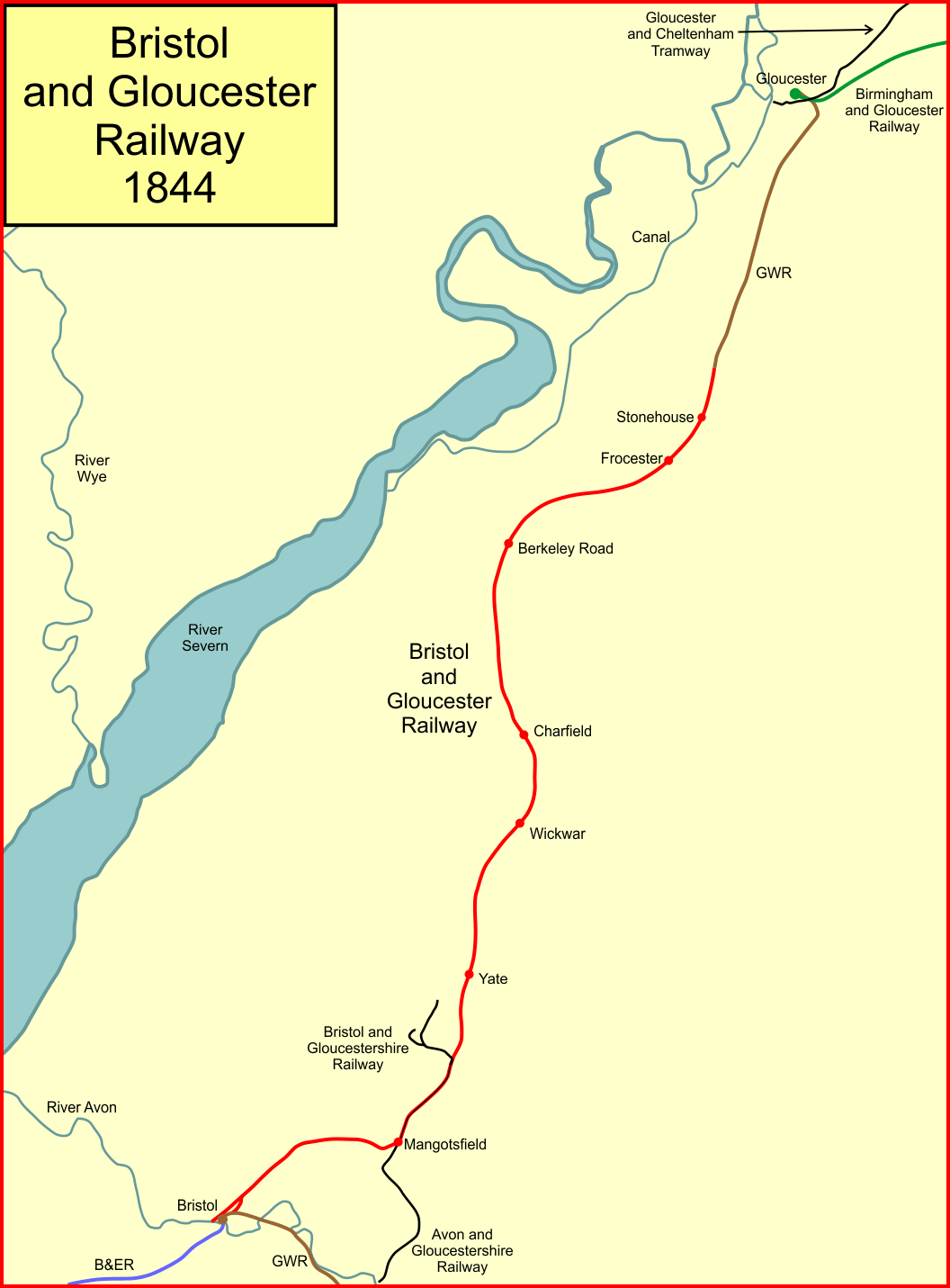
El Ferrocarril de Bristol y Gloucester en 1844

En 1809 se autorizó el Ferrocarril de Gloucester y Cheltenham, que en realidad iba a ser una plataforma operada con caballos. Cheltenham iba cobrando importancia por las supuestas propiedades saludables de sus aguas termales, y se construían casas para los vecinos acomodados, lo que requería traer piedra para las obras y para los caminos, y carbón para los habitantes de la localidad. Ya existían canteras de buena calidad en Leckhampton, muy por encima de la ciudad, y el carbón del Bosque de Dean estaba disponible en Gloucester, a nueve millas de distancia, traído desde allí en barcazas por el río Severn y luego por un canal. El ferrocarril de Gloucester y Cheltenham se construyó para satisfacer estas necesidades, conectando los muelles de Gloucester (en construcción) y las canteras de Leckhampton con Cheltenham. El G&CR se completó en 1811.
Aunque alternativamente se lo conoce como vía férrea, ferrocarril o tranvía, en realidad era una plataforma operada por caballos, con un ancho de 3 pies 6 plg (1067 mm). Más tarde se probó una locomotora de vapor, pero el experimento fracasó porque era demasiado pesada para los carriles, y los rompió.

### Tranvías de carbón en Bristol
En junio de 1828, se fundaron dos empresas por Ley del Parlamento para construir tranvías con el fin de llevar carbón de las minas de Shortwood, Parkfield y Coalpit Heath, al noreste de Bristol, a la propia Bristol. Una de las compañías era el Ferrocarril de Bristol y Gloucestershire, que terminaría en Bristol (en Cuckold's Pill, junto al puerto flotante). La segunda era el Ferrocarril del Avon y Gloucestershire, cuya terminal estaba en el río Avon frente a Keynsham, desde donde los barcos fluviales continuaban el viaje. Las dos líneas debían enlazarse al norte de Mangotsfield.
Las vías se construyeron con carriles de vientre de pez de hierro fundido sobre bloques de piedra, y tenían un ancho de 4 pies 8 plg (1422 mm). Eran líneas simples, explotadas con vagones remolcados por caballos de tiro. El Ferrocarril del Avon y Gloucestershire se inauguró en julio de 1832 junto con la parte del Ferrocarril de Bristol y Gloucestershire situada al norte del punto de unión. La parte suroeste de la línea de Bristol se abrió el 6 de agosto de 1835.

### El Great Western Railway en Bristol
En 1835 se fundó el Great Western Railway para construir un ferrocarril troncal de Londres a Bristol. El ingeniero del proyecto era Isambard Kingdom Brunel y la línea se construiría con vías de gran ancho y se utilizaría exclusivamente la tracción mediante locomotoras. La línea se abrió progresivamente, pero la parte de Bristol se completó el 31 de agosto de 1840 y la línea se inauguró desde Londres hasta Bristol el 30 de junio de 1841.

### Ferrocarril de Birmingham y Gloucester
En la sesión del Parlamento de 1836, los grupos de interés de Birmingham promovían el Ferrocarril de Birmingham y Gloucester, porque si se pudiera llegar a Gloucester, entonces el transporte marítimo desde allí a Bristol proporcionaría una conexión entre las dos grandes ciudades, y también daría acceso al comercio marítimo transatlántico en Bristol. Obtuvo su Ley de autorización del Parlamento el 22 de abril de 1836.

### Ferrocarril de Cheltenham y Unión con el Great Western
Incluso antes de que se autorizara el Great Western Railway, la gente de Cheltenham había decidido promover una línea desde su localidad a través de Gloucester y Stroud para unirse al Great Western Railway planificado cerca de Swindon. En consecuencia, presentaron un proyecto de ley para el Ferrocarril de Cheltenham y Unión con el Great Western en la sesión del Parlamento de 1836. Fue aprobado el 21 de junio de 1836.

### Entre Gloucester y Cheltenham
El trazado planteado para estas dos líneas propuestas era casi idéntico entre Gloucester y Cheltenham. Además, ambas empresas propusieron adquirir el Ferrocarril de Gloucester y Cheltenham, no para utilizar la ruta de su línea principal, sino por el acceso que había adquirido a los muelles de Gloucester.
El Ferrocarril de Gloucester y Cheltenham fue adquirido por 35.000 libras esterlinas por la empresa de Birmingham y Gloucester, que había obtenido su Ley de autorización primero, pero por acuerdo, la Ley del Ferrocarril de Cheltenham y Unión con el Great Western estableció un reparto de la construcción de la nueva línea principal entre Gloucester y Cheltenham, con el B&GR construyendo la estación de Gloucester y el C&GWUR la estación de Cheltenham, pudiendo las dos empresas utilizar ambas estaciones y compartir el uso del tranvía. La línea principal de Gloucester a Cheltenham debía ser construida en dos mitades por las respectivas compañías, cada una con poderes de ejecución sobre la otra mitad. Se construiría en el ancho de vía estándar, pero el C&GWUR podría colocar rieles adicionales a su cargo para permitir que operasen sus trenes de vía ancha.
En noviembre de 1837, el C&GWUR informó que la condición del mercado monetario era tal que no podrían construir toda su línea en un futuro previsible, y propusieron concentrarse en el extremo de Swindon. El Ferrocarril de Birmingham y Gloucester se alarmó ante esta propuesta, ya que habían confiado en el C&GWUR para que construyera parte de la línea compartida de Gloucester a Cheltenham. El C&GWUR necesitaba una ley parlamentaria y la empresa de Birmingham aseguró cláusulas que le permitían construir ellos mismos la parte pertinente si el C&GWUR no proseguía con la construcción de manera oportuna. Esto motivó al C&GWUR a modificar sus prioridades, de manera que firmó contratos para la construcción y adquirió terrenos en Gloucester para la estación (se había acordado que las dos compañías tendrían estaciones separadas allí y en Cheltenham).

## Formación del Ferrocarril de Bristol y Gloucester
El desarrollo de los ferrocarriles en Gran Bretaña estaba ganando impulso y pronto pareció obvio que una línea entre Bristol y Gloucester era una propuesta muy apropiada. Un intento de obtener autorización en la sesión del Parlamento de 1838 no tuvo éxito, pero el 1 de julio de 1839 se autorizó al Ferrocarril de Bristol y Gloucester para hacerse cargo y extender la antigua línea de carbón de Bristol y Gloucestershire desde Westerleigh hasta una conexión con el Ferrocarril de Cheltenham y Unión con el Great Western en Standish. La longitud de la nueva línea debía ser de aproximadamente 22 mi (35,4 km). Debido a que se preveía la continuidad con el Ferrocarril de Birmingham y Gloucester, la vía sería de ancho estándar. El capital autorizado era de 400.000 libras esterlinas.
El C&GWUR estaba por entonces (en noviembre de 1839) envuelto en serias dificultades financieras, e indicó al Ferrocarril de Birmingham y Gloucester que no podría construir la parte acordada de la línea en Gloucester. La compañía de Birmingham y Gloucester decidió seguir adelante y construir este tramo ella misma, pero primero se acercó a la recién autorizada Compañía del Ferrocarril de Bristol y Gloucester, y acordaron fusionarse y comprar conjuntamente el C&GWUR. Se presentó un proyecto de ley parlamentario, pero las negociaciones entre las dos empresas principales llevaron a un desacuerdo y la idea se abandonó.
El Ferrocarril de Birmingham y Gloucester siguió adelante en solitario con la construcción hacia Gloucester, y se inauguró allí el 4 de noviembre de 1840.
A finales de 1841, el C&GWUR no había hecho nada tangible para construir su propia línea al norte de Kemble y, bajo la presión de otros que confiaban en ella, obtuvo una ley en 1842 que autorizaba la venta o el arrendamiento de su empresa a cualquiera de las líneas vecinas, un aplazamiento para la construcción y capital adicional, solicitando al Ferrocarril de Birmingham y Gloucester que instalara carriles de vía ancha entre Gloucester y Cheltenham (a expensas del C&GWUR), permitiendo que el Ferrocarril de Bristol y Gloucester construyera las vías entre Standish y Gloucester como una línea de ancho estándar, sujeta a que el C&GWUR la comprase más adelante si así lo desease. Rápidamente se abrieron negociaciones con el Great Western Railway para adquirir la línea del C&GWUR y, después de algún retraso, sew llegó a un acuerdo en enero de 1843. Obviamente, los grandes recursos disponibles del GWR le permitirían completar la construcción rápidamente.
En estas circunstancias, la línea del Ferrocarril de Bristol y Gloucester quedaría situada entre el GWR de vía ancha en Bristol y el GWR de vía ancha (ex-C&GWUR) en Standish y Gloucester. Isambard Kingdom Brunel se había convertido en el ingeniero de la compañía (el 12 de septiembre de 1839) y, en abril de 1843, el Ferrocarril de Bristol y Gloucester decidió construir su línea en vía ancha. Se haría una conexión con la estación del GWR en Bristol, y el GWR completaría la línea del C&GWUR entre Standish y Gloucester en un año y le autorizaría el paso a Bristol y de Gloucester a Cheltenham. Además, se le daría acceso en Bristol y Gloucester a las estaciones del GWR. El acuerdo tenía una duración prevista de 20 años, con un alquiler anual de 18.500 libras esterlinas, aumentando en 1.000 libras esterlinas después de cinco años.
Barnes sugiere que la decisión fue forzada. Es cierto que si el Ferrocarril de Bristol y Gloucester hubiera construido su línea en vía estrecha, se habría aislado, y el GWR podría evitarla enrutando el tráfico de vía ancha a través de Swindon y la línea del C&GWUR. Sin embargo, el ahorro de capital en la construcción de la estación de Bristol y otras instalaciones, así como el hecho de evitar la relación con el GWR en una posición hostil, fueron poderosos motivos para persuadir a la compañía de Bristol de seleccionar esta opción; aunque en caso contrario, Brunel había explicado que el transbordo de mercancías motivado por la discontinuidad del ancho de vía al Ferrocarril de Birmingham y Gloucester sería simple: "un arreglo muy simple puede efectuar la transferencia de toda la carga de mercancías desde unos vagones a los otros", y que la transferencia de pasajeros sería aún más sencilla: los pasajeros "simplemente pasarían de un vagón a otro en la misma estación y en el mismo andén".
MacDermot (citando "evidencia de la Comisión de ancho de vía") afirma que "En esta etapa, las obras ya estaban parcialmente hechas para que los túneles de Wickwar y Fishponds y varios puentes subterráneos estuvieran construidos para doble vía de ancho estándar", y Christiansen lo repite. Dicen que las obras se hicieron para doble vía de ancho estándar; y que el Ferrocarril de Bristol y Gloucester se abrió como una línea de vía ancha. No explican cómo se pudieron acomodar acomodar en estas circunstancias dos vías de gran ancho, lo que parece ser un error.
Lewis observa que "Algunas estructuras del B&GR, incluido el puente del canal de Stroudwater, tenían yan solo una anchura libre de 26 pies (7,9 m) (en lugar de los 28-30 pies (8,5-9,1 m), medida más habitual en otras líneas de vía ancha) debido a la decisión tardía del B&GR de ajustarse a la vía ancha del GWR".
La afirmación se contradice con la evidencia de James Edward M'Connell, superintendente de locomotoras del Ferrocarril de Bristol y Birmingham, en declaración ante los Comisionados del Ancho de Vía el 11 de agosto de 1845:
P: ¿El túnel de Wickwar está adaptado a la vía ancha?
R: Lo está; fue construido para la vía ancha.
P: Entonces, ¿se determinó el ancho de vía antes de que se construyera ese túnel?
R: Todos los puentes y túneles se hicieron lo suficientemente grandes como para acomodar la vía ancha, pero hasta esa reunión a la que me refiero [en la que el Ferrocarril de Bristol y Gloucester decidió adoptar la vía ancha], se entendió perfectamente que iba a ser una vía estrecha [es decir, estándar], aunque los puentes y túneles se construyeron para poder adaptarse a ambos".
El 18 de junio de 1842 se aprobó una ley que autorizaba un capital de 200.000 libras esterlinas adicionales.
El Ferrocarril de Avon y Gloucestershire tenía su vía férrea montada con carriles de vientre de pez de ancho estándar entre Mangotsfield y Coalpit Heath, circunstacia refrendada en la Ley de 1839. Cuando se construyó por primera vez el Ferrocarril de Bristol y Gloucester, la vía ancha se colocó con la vía estándar en su interior, el primer ejemplo de vía de vía mixta en el país, entre Mangotsfield y Westerleigh, una distancia de aproximadamente 2+1/2 de milla (4 km).
Además de los túneles, la estructura principal del B&GR era el viaducto de Beard's Mill en Stonehouse, una estructura de madera diseñada por Brunel que contaba con diez vanos principales de 50 pies (15,2 m), con dos tramos de acceso más cortos parcialmente enterrados en el terraplén. Gozó de una vida útil considerable, siendo sustituido por una estructura de ladrillo y hierro, inaugurada por completo el 30 de julio de 1884.
Había un puente con un vano de 30 pies (9,1 m) de luz sobre el canal de Stroudwater justo al norte del viaducto Stonehouse, construido con madera laminada.
De los 73 puentes de la línea, 41 por encima y 32 por debajo de las vías, había 15 puentes de madera. Diez de ellos eran puentes de vigas de madera laminada de 28 pies (8,5 m) de luz: en el caso de los puentes inferiores tenían la vía con traviesas longitudinales de madera sobre balasto. Había dos puentes elevados con vigas, también de 28 pies (8,5 m) de luz; y tres puentes de vigas de madera laminada de tres vanos.

## Apertura al tráfico
La relación con el GWR no era del todo armoniosa y no se finalizó el acuerdo de trabajo propuesto, ya que el B&GR consideró que el precio solicitado por el GWR era excesivo. Se hicieron los arreglos necesarios con Stothert y Slaughter de Bristol para operar la línea durante diez años, de forma que el Ferrocarril de Bristol y Gloucester se inauguró el 6 de julio de 1844. La ceremonia de apertura que implicaba un viaje de Bristol a Gloucester comenzó muy tarde, la locomotora descarriló cuando se acercaba a Gloucester. Durante el suntuoso banquete que siguió, el presidente del Ferrocarril de Birmingham y Gloucester, comentó en un discurso que "si se hubiera hecho lo correcto originalmente, ya se dispondría de una línea entre Birmingham y Bristol, y no habría habido diferencias entre vías anchas y vías estrechas". La apertura al público de la línea se produjo el 8 de julio de 1844.
Los trenes utilizaban la Estación de Temple Meads en Bristol. Se había construido una línea de conexión de media milla en Lawrence Hill haciendo valer la autorización del 27 de junio de 1843. En Gloucester, el Ferrocarril de Birmingham y Gloucester había construido una estación cuando se inauguró el 4 de noviembre de 1840. Estaba ubicada en la confluencia de lo que ahora son Station Road y Bruton Way. El Ferrocarril de Bristol y Gloucester construyó un andén en el lado norte de la estación. Su ruta se curvaba desde el sur y el sureste, de modo que las rutas respectivas se cruzaban al acercarse a las estaciones. Había seis trenes de pasajeros en cada sentido diariamente, aunque desde el principio no estuvo disponible la vía doble en todo momento, aunque se habilitó después de un corto tiempo. El tráfico de carbón comenzó a operar el 9 de septiembre de 1843.

## Fusión con otros ferrocarriles

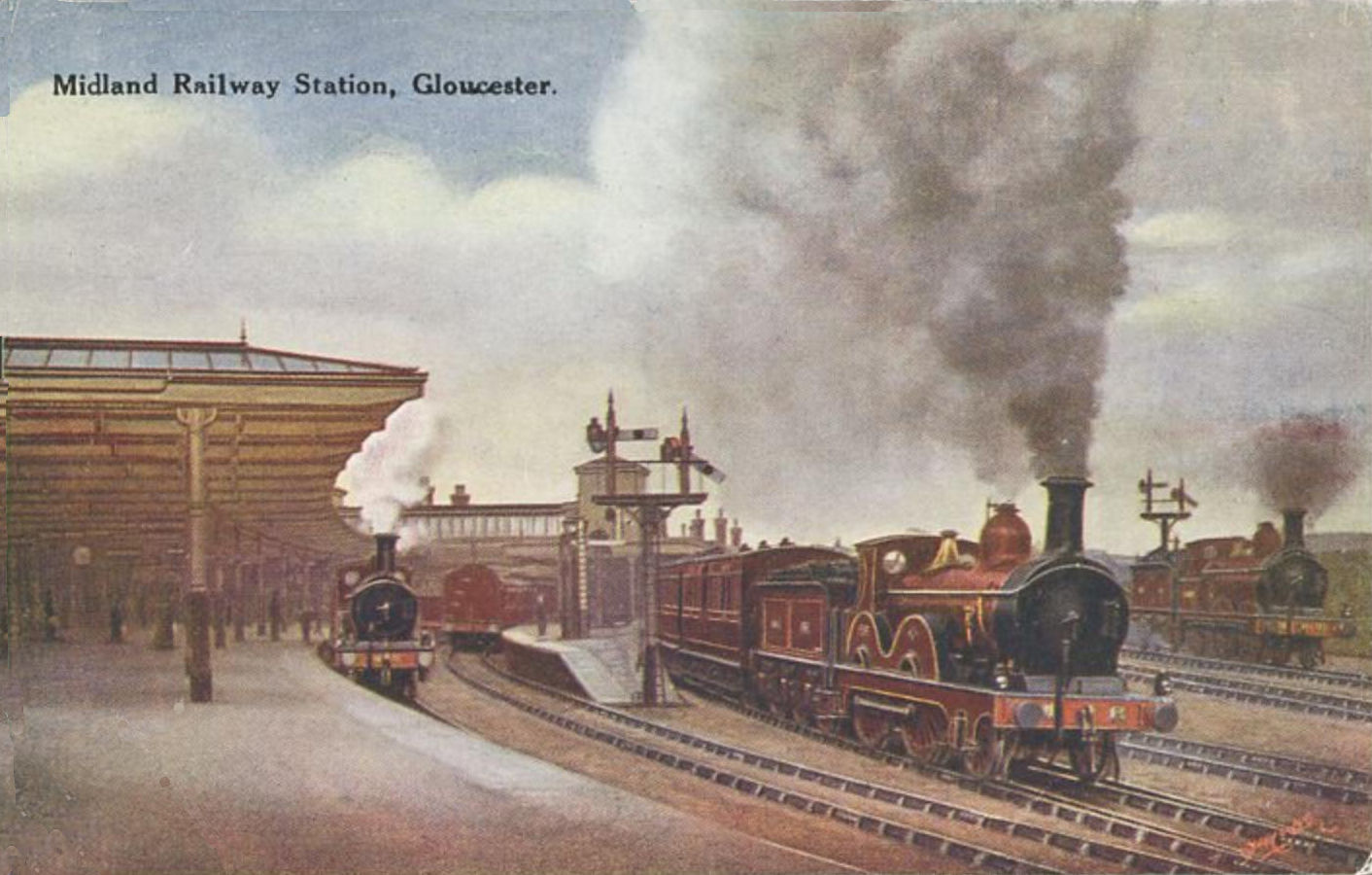
Estación de Gloucester Eastgate

Ahora que la línea estaba en funcionamiento, la posibilidad de fusionar el Ferrocarril de Bristol y Gloucester con el Ferrocarril de Birmingham y Gloucester se planteó nuevamente a finales de 1844, y esta vez encontró una respuesta favorable. Los respectivos presidentes ratificaron un acuerdo el 14 de enero de 1845 y los accionistas de las dos empresas lo aprobaron el 28 de enero. El acuerdo habría requerido la formalización por parte del Parlamento, pero un proyecto de ley a tal efecto no cumplía con las normas vigentes. El Great Western Railway se movilizó inmediatamente para proponer que la vía ancha se adoptara en toda la nueva compañía, es decir, en Birmingham, lo que a su vez se convirtió en una propuesta para fusionar la compañía combinada con el Great Western Railway. La negociación fue simplemente una cuestión de dinero en efectivo; el 24 de enero de 1845, una delegación de Great Western ofreció 60 libras esterlinas de acciones del GWR por 100 libras esterlinas del Ferrocarril de Birmingham y Gloucester, a valores de mercado equivalentes a alrededor de 123 libras esterlinas por 109 libras esterlinas.
El asunto se aplazó hasta una reunión prevista para el 27 de enero, pero John Ellis, vicepresidente del Ferrocarril de Midland se reunió con los directores del Ferrocarril de Birmingham y Gloucester. Era consciente de los inconvenientes de la discontinuidad del ancho de vía y estaba motivado por el temor de que se acercara demasiado a la ubicación de su propio negocio en Leicester. Ellis pronto les ofreció un arrendamiento perpetuo al 6% sobre el capital de 1,8 millones de libras de las dos empresas de Gloucester, además de asumir las deudas de medio millón de libras. Al no poder consultar a sus colegas en el tiempo disponible, hizo esta oferta bajo su propia responsabilidad. Esto se hizo sin hostilidad hacia el GWR, dijo más tarde, sino simplemente para evitar la extensión de la vía ancha. Su oferta fue ratificada por los directores del Ferrocarril de Midland el 8 de febrero de 1845, y desde el 1 de julio el Midland arrendó las dos empresas, (087) situación confirmada por el Parlamento el 3 de agosto de 1846 (ya que no hubo tiempo para preparar el proyecto de ley de fusión para la sesión de 1845). El Ferrocarril de Bristol y Gloucester y el Ferrocarril de Birmingham y Gloucester ahora formaban parte del Ferrocarril de Midland.
El Great Western Railway aseguró una cláusula en la Ley de Fusión que requería que el Ferrocarril de Midland mantuviera "dos líneas de ferrocarril del mismo ancho que el Great Western Railway" entre Bristol y Standish, con poderes de circulación sobre ellas para el GWR. En 1848, el Ferrocarril de Midland obtuvo una ley que les autorizaba a agregar rieles de vía estrecha (estándar) entre Bristol y Standish y a colocar una vía doble de vía estrecha separada desde Standish hasta Gloucester. Este proyecto de ley, así como los de la fusión, fueron responsabilidad del abogado del Ferrocarril de Midland, Samuel Carter.

## Parte del Ferrocarril de Midland
Entonces, desde febrero de 1845, el Ferrocarril de Bristol y Gloucester fue efectivamente parte del Ferrocarril de Midland. El nuevo propietario compró el contrato de trabajo de Stothert y Slaughter y su material rodante en julio de 1845, pero continuó trabajando en la línea de Bristol y Gloucester en vía ancha, utilizando las vías del Great Western entre Standish y la estación de Gloucester, y la estación del C&GWUR en Gloucester, aunque la empresa propietaria aún no había llegado hasta allí.
El ramal de Coalpit Heath del antiguo Ferrocarril de Bristol y Gloucestershire se convirtió en vía ancha y se adecuó para el paso de locomotoras, lo que estuvo listo el 9 de junio de 1847.

## Líneas de Gloucester

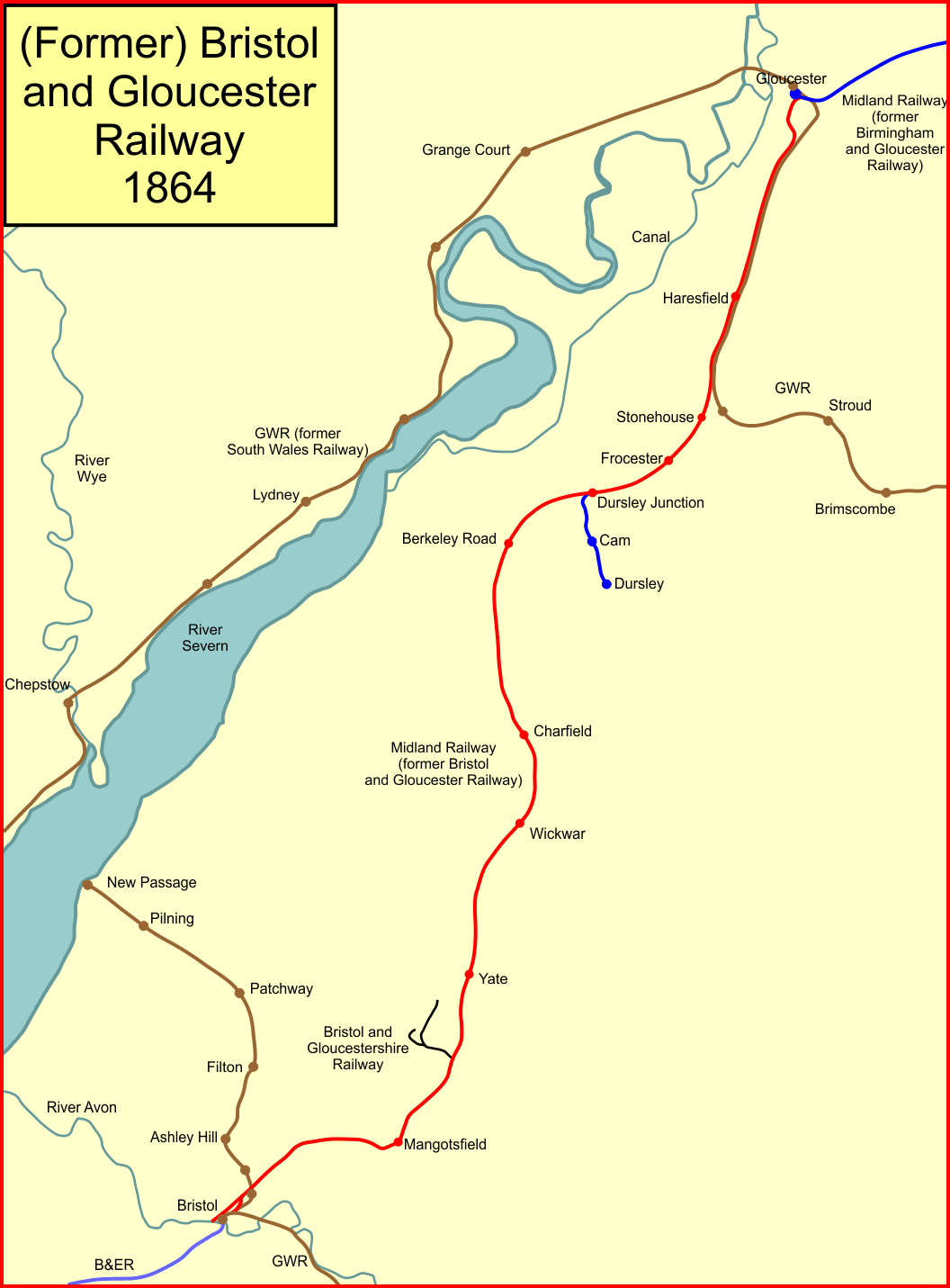
Líneas del Bristol y Gloucester en 1864

En ese momento (febrero de 1845), los ferrocarriles de Gloucester consistían en la antigua línea de Birmingham y Gloucester de vía estrecha (estándar) que se acercaba desde el noreste y giraba hacia el oeste desde Barnwood hasta su estación terminal; y la antigua línea de vía ancha de Bristol y Gloucester que se acercaba desde el suroeste y giraba hacia el oeste hasta la terminal del C&GWUR. Además, estaba en funcionamiento el Ferrocarril de Gloucester y Cheltenham (la vía operada con caballos de tiro).
El Great Western Railway abrió la línea del C&GWUR en vía ancha el 12 de mayo de 1845, uniéndose a la línea de Bristol en Standish. El hecho permitió al GWR recomprar "su" mitad de la línea de Cheltenham, que ya estaba abierta de acuerdo con la Ley anterior.
El funcionamiento directo sin pasar por Gloucester era deseable, pero el Ferrocarril de Midland suponía una discontinuidad del ancho de vía en Gloucester, por lo que fue el GWR el encargado de construir el tercer lado del triángulo como una línea de gran ancho, que estuvo lista en 1847, momento en el que se había instalado el ancho mixto entre Gloucester y Cheltenham. El Capitán Simmons inspeccionó los nuevos arreglos en octubre de 1847 para la Cámara de Comercio:

Ahora se han tendido rieles adicionales desde Cheltenham a Gloucester, uniendo los dos anchos en la misma vía de ferrocarril [es decir, formando ancho de vía mixto] y se ha hecho una conexión de vía ancha entre las dos líneas que conducen a la estación de Gloucester, llamada "Línea de Evasión"... la unión de la línea de evasión con la línea de la Estación de Gloucester a Cheltenham se llama "Barnwood Junction"; y el punto de encuentro de la Línea de Evasión con la línea de Bristol y Londres se denomina "Enlace de Millstream"... [No está] contemplado unir vagones de ambos anchos de vía en un mismo tren.

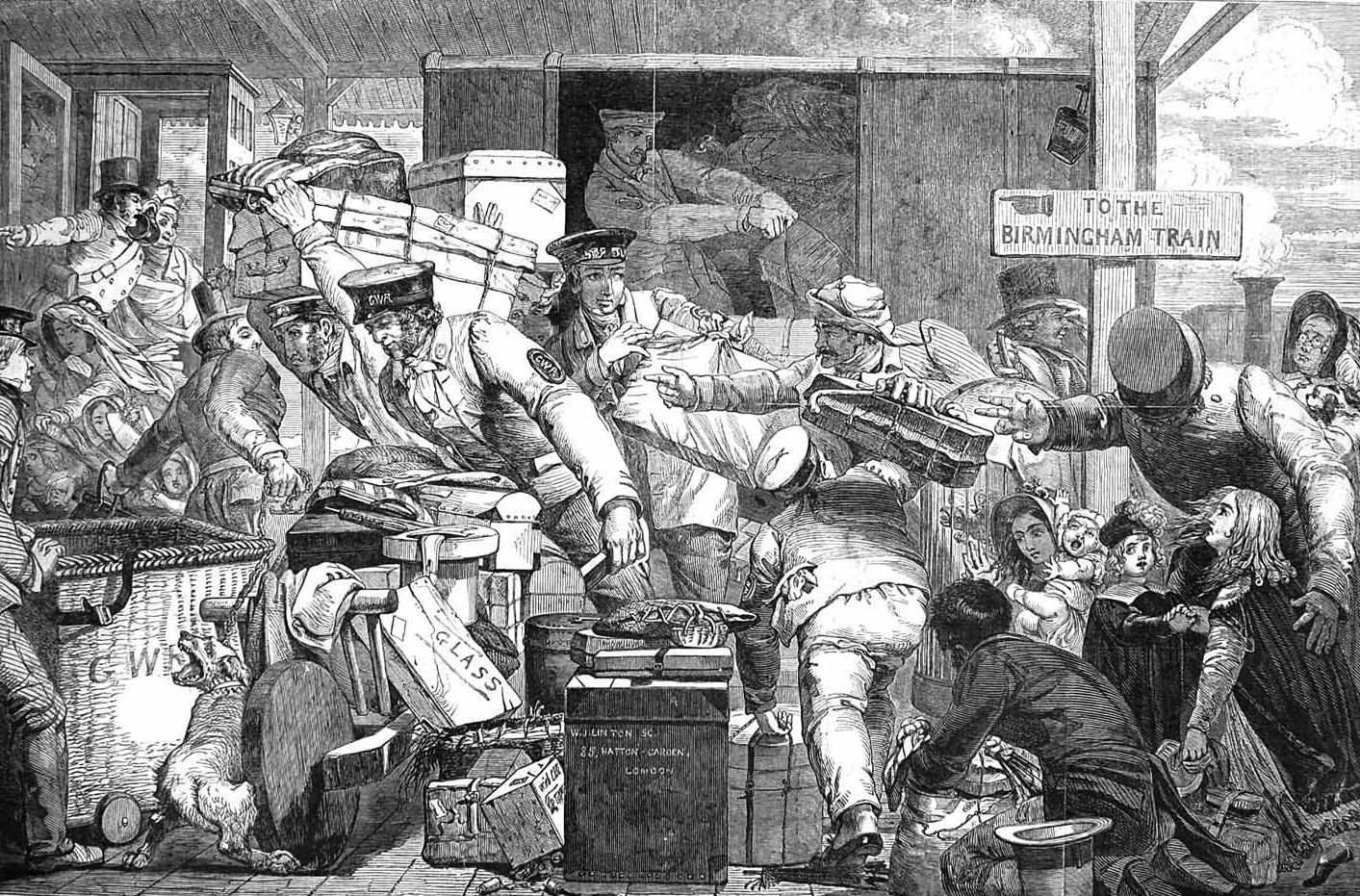
Una caricatura política que enfatiza los males de la discontinuidad del ancho de vía en Gloucester

El Ferrocarril de Midland pasó a operar en dos líneas separadas de diferentes anchos, que terminaban en estaciones diferentes (aunque adyacentes) en Gloucester. Esta no fue una situación satisfactoria a largo plazo, y el 14 de agosto de 1848 obtuvo una Ley de autorización para el "Ferrocarril de Gloucester y Conexión en Stonehouse". Esto le permitió colocar vías de ancho estándar junto al GWR entre la Conexión de Standish (que estaba cerca de Stonehouse) y la Conexión del Tranvía, en el extremo este de las estaciones de Gloucester, y colocar rieles de ancho estrecho (estándar) en la línea de Bristol y Gloucester entre Bristol y Standish. Por la Ley de 1846, no se les permitió quitar los rieles de vía ancha en la sección de Bristol a Standish. Estos nunca serían utilizados por el Great Western, y no fue hasta que el GWR convirtió el ancho de vía de sus propias líneas en el área en 1872, cuando el Ferrocarril de Midland pudo cancelar su mantenimiento. Incluso entonces, un tren diario de carbón de vía ancha del Ferrocarril de Brístol y Exeter iba y venía desde las minas de carbón de Parkfield, y los rieles de vía ancha tuvieron que mantenerse hasta Westerleigh, y en el ramal.
La obra se puso en funcionamiento el 22 de mayo de 1854. Al acercarse a Gloucester, la nueva línea se separaba del GWR en la Conexión de Tuffley hacia el Enlace de Tuffley, que hizo un barrido hacia el oeste y se unió a las otras líneas de oeste a este en Gloucester, lo que permitió disponer de una ruta directa. Sin embargo, no era posible ir directamente a las estaciones de pasajeros o mercancías del Ferrocarril de Midland, que estaban diseñadas como terminales. Los trenes del Ferrocarril de Midland finalmente podían circular por una vía estrecha de Bristol a Birmingham, pero tenían que retroceder a la estación para hacer la parada de pasajeros. Había cinco nuevos pasos a nivel en el Enlace de Tuffley, y ahora se contaba con cuatro vías, dos de vía estrecha y dos de vía ancha, entre Standish y Tuffley Junction. El trabajo costó 150.042 libras.

## Ramales a los muelles

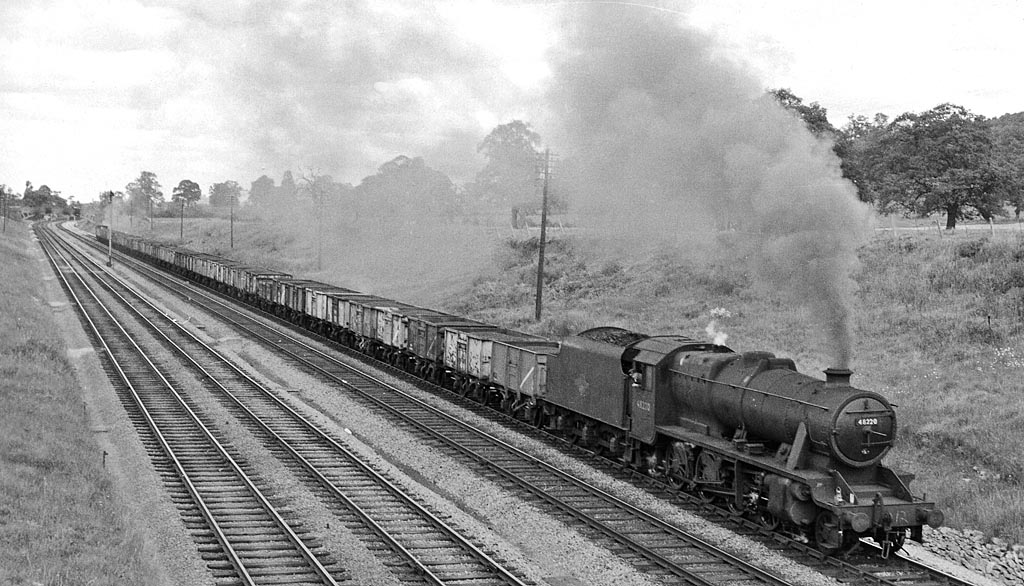
Tren carbonero al sur de Haresfield en 1962

El GWR y el Ferrocarril de Birmingham y Gloucester habían adquirido conjuntamente el Ferrocarril de Gloucester y Cheltenham, una plataforma operada por caballos. El propósito original era tener acceso a los muelles de Gloucester. El tranvía tenía un ancho de vía de 3 pies 6 plg (1067 mm), lo que le permitía realizar algunos giros extremadamente cerrados en los cruces de carreteras en las calles de Gloucester. Se hicieron varias propuestas para convertir la plataforma al ancho estándar en Gloucester, pero nunca se llevaron a cabo, y el uso por parte de los otros ferrocarriles del derecho de paso de la plataforma se limitó a los apartaderos dentro de los muelles.
En 1840 se hizo un trozo muy corto desde la estación de mercancías de Bristol y Gloucester hasta una ubicación junto al andén, donde se requería un transbordo, pero se cerró en 1896.
El acceso ferroviario independiente a los muelles se realizó en 1848, cuando se abrió el Ramal de High Orchard, desde el Enlace de Tuffley. Cerró el 1 de octubre de 1971.
En 1900 se abrió el ramal de los New Docks desde la Conexión de Tuffley, cruzando el canal de Berkeley por un puente giratorio hacia el lado oeste y uniéndose con el ramal de los muelles del GWR cerca del puente Llanthony. Había un trozo corto a Hempsted Wharf (en el lado este del canal) y, desde 1913, a la planta de gas, que anteriormente había sido abastecida exclusivamente por el canal. Todos estos ramales se cerraron en 1971.

## Conversión del ancho de vía
En 1872, el GWR convirtió todas sus vías de vía ancha y de vía mixta en el área de Gloucester a vía estándar. Como parte de ese trabajo, eliminó por completo la línea de evasión y el ramal a la estación T ("abandonada durante mucho tiempo").

## Más mejoras en Gloucester
La necesidad de dar marcha atrás para entrar y salir de la estación de Gloucester era una dificultad continua, y el 12 de abril de 1896 se abrió una nueva estación de paso, en la curva adyacente a la estación anterior, dándose un paso adelante considerable. Posteriormente fue denominada como Gloucester Eastgate. Las antiguas estaciones de Bristol y Gloucester y de Birmingham y Gloucester se limitaron al tráfico de mercancías.
La línea de evasión, ahora conocida como Enlace de Cheltenham, se restableció y se abrió al tráfico de mercancías el 25 de noviembre de 1901, mientras que el tráfico de pasajeros se reinició el 1 de julio de 1908.

## Líneas de Bristol

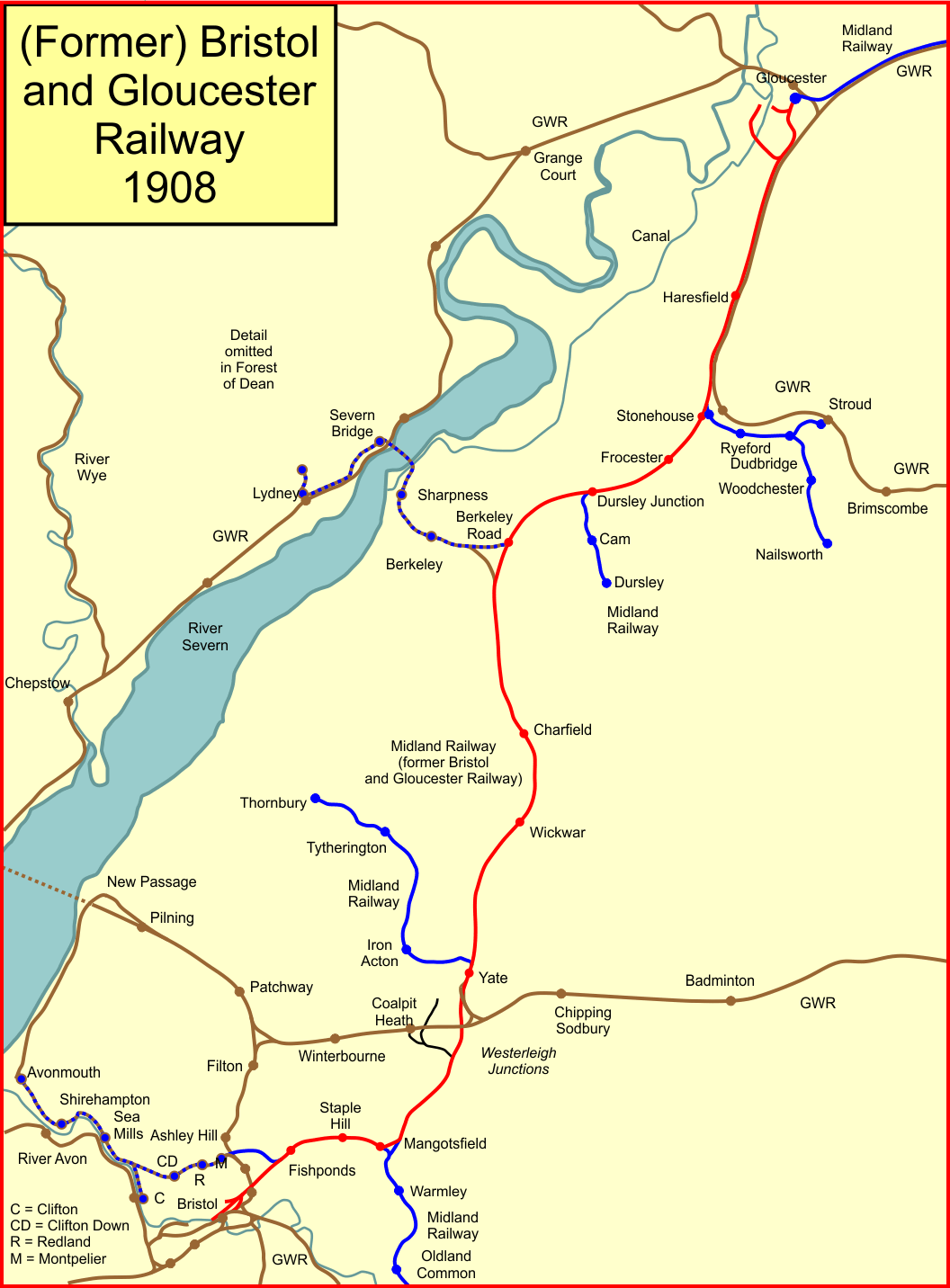
Las antiguas líneas ferroviarias de Bristol y Gloucester en 1903

Los trenes de pasajeros del Ferrocarril de Midland utilizaron la estación del GWR en Bristol, Temple Meads, que tenía un tamaño bastante limitado hasta la ampliación acometida en 1878 y, por supuesto, también manejaba el tráfico del Ferrocarril de Brístol y Exeter. Avonside Wharf se utilizó para el traslado de mercancías hacia y desde barcazas fluviales. A partir de 1858, el Ferrocarril de Midland estableció sus propias instalaciones de mercancías en St Philips, y el 2 de mayo de 1870 se abrió allí una estación de pasajeros de un único andén, que se ocupaba principalmente de los trenes hacia Bath. En 1873 se abrió una gran cubierta para alojar las locomotoras en Barrow Road, complementado con una cochera en 1877.

## Ramales
Como ferrocarril troncal de línea principal, a la línea de Bristol y Gloucester se le agregaron varios ramales con el paso de los años, que a continuación se describen de norte a sur.

### Quedgeley
En 1915 se estableció una fábrica de municiones en Quedgeley, inmediatamente al sur de Tuffley Junction. Tenía una conexión ferroviaria y una considerable red de apartaderos, con unas 3 millas (4,8 km) de vías en total. Hubo un andén para los trabajadores desde el 13 de diciembre de 1915 hasta 1925. Los edificios fueron demolidos después de 1924 y el ramal se cerró en 1925. Durante la Segunda Guerra Mundial se estableció allí el 15 de abril de 1939 una estación de la RAF, conocida como RAF Quedgeley, un depósito de almacenamiento y mantenimiento de equipos aeronáuticos y vehículos de motor. Continuó en esta función logística hasta su cierre en 1995. Dispuso de un ramal, abierto desde el 9 de abril de 1939 hasta 1990.

### Nailsworth y Stroud
En 1867 se inauguró el Ferrocarril de Stonehouse y Nailsworth. Nailsworth era un importante centro de la industria local, lo que propició que se tendiera un ramal que accedía desde Stonehouse (en la línea de Bristol y Gloucester). La empresa constructora estaba desesperadamente escasa de dinero, y el Ferrocarril de Midland compró su línea en 1868. Originalmente se autorizó un ramal de esa línea a Stroud, pero no se construyó al principio, dado que la línea del GWR ya servía a Stroud desde Swindon. En 1885, el Ferrocarril de Midland abrió la línea desde Stroud a Nailsworth. Los servicios de pasajeros cesaron en 1947 y el servicio de mercancías se suspendió en 1966.

### Dursley
La ciudad de Dursley (Gloucestershire) se sintió en desventaja al quedar fuera de la red ferroviaria, y los intereses locales promovieron el Ferrocarril de Conexión de Dursley y Midland para tender un ramal corto desde Coaley en la línea de Bristol y Gloucester. Se inauguró el 18 de septiembre de 1856. La estación de conexión se llamó Dursley Junction al principio. Esta línea también estaba en una situación financiera difícil y vendió su empresa al Ferrocarril de Midland en 1860. Los servicios de pasajeros se retiraron en 1962. Una empresa de ingeniería en Dursley sostuvo la línea durante algunos años, pero cerró por completo en 1970.

### Sharpness y Lydney
Sharpness era un importante centro de la industria local y, además, era un puerto en el río Severn y el punto en el que se iniciaba el canal de Gloucester y Sharpness, que se dirigía a Gloucester. El Ferrocarril de Midland construyó un ramal, que se inauguró el 1 de agosto de 1876, desde la estación de Berkeley Road en la línea principal, a una distancia de unas cuatro millas.
En 1879, se inauguró el Ferrocarril de Severn Bridge, que unía Lydney con Sharpness y creó una ruta a través del río Severn. Aunque los promotores esperaban crear una nueva ruta troncal, la capacidad de carga limitada del puente sobre el Severn frustró los planes para pasar trenes pesados de la línea principal a través de él.
El Great Western Railway abrió una curva sur hacia el ramal de Sharpness en 1908, en conexión con la línea ferroviaria de Bádminton (descrita más adelante).

### Ramal de Thornbury
El Ferrocarril de Midland abrió el ramal de Thornbury el 2 de septiembre de 1872, desde Yate. Había un ramal corto fuera de la línea a Frampton Cotterell / Winterbourne donde se procesaba mineral de hierro. La sección de Frampton Cotterell duró solo hasta el 15 de abril de 1878. El propio Thornbury garantizó un servicio de tren de pasajeros, pero se retiró el 19 de junio de 1944. El cierre total del ramal tuvo lugar el 24 de noviembre de 1967.
En 1970, la Cantera de Tytherington solicitó una conexión ferroviaria y se reabrió la línea hasta la cantera. Los trenes cargados de piedra empezaron a funcionar a partir del 3 de julio de 1972.

### Conexiones en Yate desde la línea de Bádminton
A principios del siglo XX, el Great Western Railway estaba bajo presión para mejorar su ruta desde el sur de Gales hasta Londres. El tráfico pesado de carbón y otros minerales discurría por este eje, pero aunque se había abierto el túnel del Severn, acortando la ruta, todavía pasaba por Filton y Bath. La línea a través de Bath estaba excepcionalmente congestionada. El GWR decidió construir una vía directa entre Patchway, en el acceso al túnel del Severn y Wootton Bassett, lo que acortó la ruta y alivió el tráfico en Bath. Había una curva a Filton que daba acceso directo a Bristol. La línea se denominó oficialmente "Ferrocarril directo de Gales del Sur y Bristol".
La nueva línea se cruzaba con la línea de Bristol y Gloucester en Westerleigh, y se dispusieron curvas de enlace desde el oeste y el este en la línea de Bádminton, uniéndose a la línea de Bristol y Gloucester en Yate mediante un cruce a distinto nivel. En su Acta de autorización, el GWR obtuvo poderes de ejecución para Sharpness, y se trazó una curva hacia el sur en Berkeley Road (véase más arriba) para dar acceso directo. El GWR ya tenía poderes históricos para poder circular desde Bristol hasta Standish Junction, e intentó usarlos para operar desde Bristol a través de Filton y Westerleigh, con el fin de unirse al Ferrocarril de Midland en Yate y continuar hasta Standish, pero el Midland cuestionó esta propuesta sobre la base de que los nuevos poderes de funcionamiento eran solo para el tráfico a Sharpness, y los anteriores poderes exigían que se pasara por Fishpond, en el Ferrocarril de Midland. Por el momento, el GWR se vio obligado a utilizar la línea de Fishponds, lo que suponía un mayor coste del peaje por el trayecto hasta el Midland. Muchos años más tarde, el GWR pudo utilizar el enlace para los trenes de Gloucester y se amplió para llegar a Birmingham a través de Stratford-upon-Avon. La curva este en Westerleigh y el enlace a Sharpness se utilizaron poco.

### Ramal a Bath
Bath era un destino importante, y el Ferrocarril de Midland construyó un ramal desde la línea de Bristol y Gloucester. Se inauguró el 4 de agosto de 1869 desde un triángulo de enlace situado en Mangotsfield, donde ese mismo día se abrió una nueva estación de conexión. Había habido una estación anterior de Mangotsfield, ubicada en North Junction, pero la nueva estación se amplió considerablemente. Cuando el Ferrocarril de Somerset y Dorset abrió su línea a Bath el 20 de julio de 1874, el ramal de Bath del Ferrocarril de Midland quedó en una ruta directa desde la costa sur en Bournemouth, y los volúmenes de tráfico se expandieron considerablemente. Había un tráfico muy intenso los fines de semana de verano en la línea del S&D, que utilizaba el ramal de Midland a Bath.

### Avonmouth
El 1 de octubre de 1874 se abrió el Ferrocarril de Extensión a Clifton, conectando el Ferrocarril y Muelle del Puerto de Bristol de nuevo con la propia Bristol, con un enlace del GWR con la Conexión de Narroways Hill. El largo túnel debajo de Clifton Down había sido un desafío formidable. Al mismo tiempo, el Ferrocarril de Midland hizo una conexión desde Kingswood Junction en la línea Bristol-Mangotsfield, hasta la Conexión de Ashley Hill, uniéndose a la línea del GWR desde la Conexión de Narroways Hill. El propio Ferrocarril de Extensión de Clifton fue propiedad conjunta del Ferrocarril de Midland y del Great Western desde 1890.

## Desde 1923
Después de Primera Guerra Mundial, el gobierno aprobó la Ley de Ferrocarriles de 1921, que reestructuró obligatoriamente las principales líneas ferroviarias de Gran Bretaña en una u otra de las cuatro nuevas grandes empresas, los "grupos". El proceso se denominó "la agrupación" y se considera que entró en vigencia a partir del 1 de enero de 1923. El Ferrocarril de Midland pasó a ser un componente del nuevo Ferrocarril de Londres, Midland y escocés (LMS), y el Great Western Railway, con otros, se integró en el nuevo Great Western Railway ampliado. En consecuencia, el LMS era ahora la empresa controladora de la antigua línea de Bristol y Gloucester, pero el proceso impuso pocos cambios en las prácticas locales.

## Desde 1948
El 1 de enero de 1948, los principales ferrocarriles de Gran Bretaña pasaron a ser de propiedad nacional, bajo British Rail. Al principio, se mantuvo la división de las empresas anteriores, y la región de Londres Midland de British Railways operaba la línea de Bristol y Gloucester, mientras que la región occidental operaba las antiguas líneas del Great Western Railway en el área.
En 1949 se cerró la última de las minas de carbón en el antiguo ramal del Ferrocarril de Bristol y Gloucestershire a Coalpit Heath y el ramal también se cerró.
Dado que el Great Western Railway había ampliado la estación de Temple Meads en Bristol, la necesidad de utilizar la estación de St Philip había desaparecido y se cerró el 21 de septiembre de 1953.
La conexión de Avonmouth entre Kingswood Junction y Ashley Hill Junction se cerró en 1965.
Tras la publicación del Informe Beeching (que analizaba la remodelación de los ferrocarriles británicos), se produjeron cierres generalizados de estaciones y líneas no rentables en los últimos años de la década de 1960. Las estaciones intermedias entre Bristol y Gloucester se cerraron el 4 de enero de 1965.
El 7 de marzo de 1966 se cerraron el antiguo ramal de Ferrocarril de Midland Bath y la Línea de Somerset y Dorset, aunque la ramal de Bath permaneció en uso hasta el 31 de mayo de 1971 para el tráfico de carbón a Bath Gas Works.
La vía cuádruple entre la Conexión de Standish y la Conexión de Tuffley se redujo a vía doble el 8 de septiembre de 1968.
La existencia de dos estaciones adyacentes en Gloucester no cumplía con las expectativas en la década de 1970 y se desarrolló un plan de racionalización, que se tradujo en el cierre de la estación de Gloucester Eastgate el 1 de diciembre de 1975, así como en todo el Enlace de Tuffley, y la concentración de todo el tráfico de pasajeros en la que fuera la estación del GWR, Gloucester Central. La estación central se racionalizó en un solo andén largo. Por lo tanto, el diseño de la ruta en Gloucester era un triángulo simple, con el vértice suroeste que conducía a Standish, el vértice occidental hacia Chepstow y el noreste hacia Cheltenham. Todos los trenes de pasajeros de Bristol a Cheltenham y más allá necesitaban dar marcha atrás en la estación de Gloucester si hacían una parada allí.
En Bristol, la sección de la línea entre la Conexión de Lawrence Hill (justo al norte de Temple Meads) y Yate se cerró el 29 de diciembre de 1969. Los trenes en el eje de Bristol a Gloucester pasaban por Filton, Stoke Gifford y la Conexión de Westerleigh, reincorporándose a la línea de Bristol y Gloucester en Yate. Los apartaderos de Westerleigh se mantuvieron como depósito de máquinas y apartadero privado. Cuando se inauguró la estación de Bristol Parkway en Stoke Gifford el 1 de mayo de 1972, los trenes de pasajeros (051) en la ruta de Bristol a Gloucester hacían escala allí, lo que brindó la posibilidad de realizar conexiones con los servicios de la línea principal de Gales del Sur.
La Estación de Yate se reabrió el 11 de mayo de 1989 y la estación de Cam & Dursley se inauguró el 29 de mayo de 1994.

## El día de hoy
La mayor parte del ferrocarril de Bristol y Gloucester está en uso intensivo en la actualidad (2017) entre Yate (Gloucestershire) y Horton Road en Gloucester. El tráfico dominante es el de trenes de pasajeros de largo recorrido, con un volumen adicional de tráfico local y algo de tráfico de mercancías.

## Estaciones
- Gloucester (estación C&GWUR); inaugurada el 8 de julio de 1844; transferida a la antigua estación de Birmingham y Gloucester cuando el Ferrocarril de Bristol y Gloucester se convirtieron a vía mixta;
- Gloucester Eastgate; abierta el 12 de abril de 1896; renombrada Gloucester Eastgate en 1951; cerrada el 1 de diciembre de 1975;
- Tuffley Cross; convergencia de la línea directa del Enlace de Tuffley y C&GWUR;
- Haresfield; abierta el 29 de mayo de 1854; cerrada el 4 de enero de 1965;
- Standish Cross; divergencia de la línea de Swindon (ex C&GWUR);
- Bristol Stonehouse Road; inaugurada el 8 de julio de 1844; rebautizada como Stonehouse Bristol Road 1951; cerrada el 4 de enero de 1965;
- Frocester; inaugurada el 8 de julio de 1844; cerrada el 11 de diciembre de 1961;
- Cam y Dursley; abierta el 29 de mayo de 1994; sigue abierta;
- Dursley Junction; inaugurada el 17 de septiembre de 1856; renombrada Coaley 1888; cerrada el 4 de enero de 1965;
- Berkeley Road; inaugurada el 8 de julio de 1844; cerrada el 4 de enero de 1965;
- Berkeley Road South Junction;
- Charfield; inaugurada el 8 de julio de 1844; cerrada el 4 de enero de 1965;
- Wickwar; inaugurada el 8 de julio de 1844; cerrada el 4 de enero de 1965;
- Yate; inaugurada el 8 de julio de 1844; cerrada el 4 de enero de 1965; reabierta el 15 de mayo de 1989, todavía abierta;
- Westerleigh Yard;
- Mangotsfield North Junction; divergencia a Bath Green Park;
- Mangotsfield; abierta en mayo de 1845; reubicado hacia el sur el 4 de agosto de 1869; convergencia desde Bath Green Park; cerrada el 7 de marzo de 1966;
- Staple Hill; abierta el 1 de noviembre de 1888; cerrada el 7 de marzo de 1966;
- Fishponds; inaugurada en octubre de 1849; cerrada después de septiembre de 1850; reabierta el 21 de marzo de 1866 como Stapleton; renombrada como Fish Ponds en 1867; renombrada Fishponds en 1910; cerrada el 7 de marzo de 1966;
- St Philips; abierta el 2 de mayo de 1870; cerrada el 21 de septiembre de 1953;
- Bristol Temple Meads; estación del GWR.[34][19]

## Locomotoras
Las locomotoras de vía ancha que operaron esta línea mostraron hasta cuatro numeraciones diferentes durante los diez años más o menos que estuvieron funcionando. El primer número (en la serie 1 - 11) fue dado por el constructor Stothert and Slaughter, contratado para operar el ferrocarril.
Aunque el Ferrocarril de Midland (MR) compró estas once locomotoras a los contratistas en julio de 1845 y absorbió el Ferrocarril de Bristol & Gloucester (y el Ferrocarril de Birmingham & Gloucester) el 3 de agosto de 1846, las locomotoras no recibieron números del MR hasta febrero de 1847, cuando se convirtieron en los números 260-270. Fueron renumeradas dos veces más, agregando 100 a su número en junio de 1852 y nuevamente en septiembre de 1853. Ocho de las locomotoras (excepto las B&GR nos. 1, 3 y 7) fueron vendidas por el MR a Thomas Brassey, quien había asegurado el contrato para trabajar en el Ferrocarril del Norte de Devon desde el 28 de julio de 1855.

### Bristol y Gloucester 2-4-0
Estas máquinas estaban destinadas al tráfico de mercancías. Las locomotoras se construyeron en los talleres de Stothert and Slaughter en Bristol utilizando piezas suministradas por Bury, Curtis and Kennedy.
- 1 Tugwell (1844-1856)

Ferrocarril de Midland 268 (luego 368 y luego 468); se desguazó en 1856.
- 2 Industria (1844-1856)

Ferrocarril de Midland 269 (luego 369 y luego 469). Se vendió por £ 1000 a Thomas Brassey en mayo de 1856 para trabajar en el Ferrocarril del Norte de Devon, donde se llamó "Venus", y se retiró en agosto de 1870.
- 3 Pilot (1844-1851)

Ferrocarril de Midland 270. Se desguazó en septiembre de 1851.

### Bristol y Gloucester 2-2-2
Estas locomotoras se construyeron en los talleres de Stothert and Slaughter en Bristol utilizando piezas suministradas por Bury, Curtis and Kennedy.
|}
- 4 Bristol (1844-1855)

Nombrada en honor a Bristol, el término sur de la línea, fue vendida a Thomas Brassey en 1855 para trabajar en el Ferrocarril del Norte de Devon. Funcionó como Ferrocarril de Midland 260 (más tarde 360 y luego 460).
- 5 Gloucester (1844-1855)

Llamada así por el término norte de la línea, se vendió a Thomas Brassey en 1855. Funcionó como Ferrocarril de Midland 261 (luego 361 y luego 461).
- 6 Berkeley (1844-1856)

Con el nombre de la ciudad de Berkeley cerca de Charfield. Fue vendida a Thomas Brassey en 1856. Funcionó como Ferrocarril de Midland 262 (luego 362 y luego 462).
- 7 Wickwar (1844-1853)

Llamada así por el pueblo de Wickwar, donde el ferrocarril pasaba a través de un túnel. Funcionó como Ferrocarril de Midland 263 (más tarde 363), pero se retiró en 1853 tras la explosión de una caldera en Bristol.
- 8 Cheltenham (1844-1856)

Con el nombre de la ciudad de Cheltenham, que en realidad estaba en el Ferrocarril de Birmingham y Gloucester. Se vendió a Thomas Brassey en 1856. Funcionó como Ferrocarril de Midland 264 (luego 364 y luego 464).
- 9 Stroud (1844-1855)

Con el nombre de la ciudad de Stroud, cerca de Stonehouse (pero en realidad en el Ferrocarril de Cheltenham y Unión con el Great Western). Se vendió a Thomas Brassey en 1855. Funcionó como Ferrocarril de Midland 265 (luego 365 y luego 465).

### Bristol y Gloucester 0-6-0
Fueron suministradas por Vulcan Foundry.
- 10 Dreadnought (1856-1863)

Se vendió a Thomas Brassey en 1855. Funcionó como Ferrocarril de Midland 267 (luego 367, luego 567).
- 11 Defiance (1857-1867)

Se vendió a Thomas Brassey en 1857 para trabajar en el Ferrocarril del Norte de Devon. Funcionó como Ferrocarril de Midland 266 (más tarde 366 y luego 466).

### Ferrocarril de Midland 2-2-2
- 66 (1848-1854)
- 67 (1849-1854)
- 68 (1849-1854)
- 69 (1849-1854)

Estas locomotoras se volvieron a numerar en las series 200, 300 y luego 400 antes de convertirse al ancho de vía de 1435 mm (4' 81/2") en 1854.

### Ferrocarril de Midland 0-6-0
- 290 (1852-1854)
- 291 (1852-1854)

Estas locomotoras se volvieron a numerar en la serie 300, luego en la serie 400 antes de convertirse al ancho de vía de 1435 mm (4' 81/2")  en 1854.